# Dih Bala (huyện)
Dih Bala là một huyện thuộc tỉnh Nangarhar, Afghanistan. Dân số thời điểm năm 1999 là 34,098 người.